# 光懿皇后 (金朝)
光懿皇后裴滿氏（11世紀—？），金太祖完顏阿骨打的妾室。
裴滿氏事跡不詳，只知她生阿骨打的庶长子遼王完顏宗幹。於天會十三年（1135年），金熙宗追上諡號為光懿皇后。